# Out of the Blue – 22 Stunden Angst
Out of the Blue – 22 Stunden Angst ist ein neuseeländisches Filmdrama des Regisseurs Robert Sarkies aus dem Jahr 2006. Die Hauptrollen spielen Karl Urban und Matthew Sunderland. Der auf wahren Begebenheiten basierende Film zeigt die Ereignisse des Amoklaufs von Aramoana im Jahr 1990.

## Handlung
In dem beschaulichen Küstenort Aramoana, Neuseeland leben die Menschen friedlich zusammen und jeder kennt jeden. Auch der als etwas eigensinnig geltende und bislang unauffällige Einzelgänger David Gray gehört zur Gemeinschaft. Bis zum 13. November 1990, als die Nachbarskinder einmal zu oft über sein Grundstück laufen. Gray tritt verärgert vor die Tür und gerät mit dem Vater der Kinder in einen heftigen Streit, worauf er ins Haus zurückkehrt, ein Gewehr nimmt und wahllos auf alles schießt was sich bewegt. Seine ersten Opfer werden der Familienvater und zwei der drei Kinder. Die anrückende, örtliche Polizei ist Grays Feuerkraft und Unberechenbarkeit taktisch nicht gewachsen. Gray versteckt sich im hohen Gras in der Nähe seiner Hütte und erschießt mehrere Menschen, darunter den Polizisten Stewart Guthrie. Anschließend durchkämmt er den Ort nach weiteren Opfern und verbarrikadiert sich in einem Haus. Erst am nächsten Tag gelingt es einer Spezialeinheit, Gray mit Tränengas ins Freie zu treiben und zu stellen. Insgesamt werden 14 Menschen getötet.

## Hintergrund
Der Film ist eine Verfilmung des Amoklaufs von Aramoana vom 13. auf den 14. November 1990. Der 33-jährige, ortsansässige David Gray tötete mit einem Sturmgewehr 13 Menschen. Er wurde erst am nächsten Tag von einer Spezialeinheit gestellt, wobei er ums Leben kam. Es war einer der Amokläufe mit den meisten Toten in der Geschichte Neuseelands und führte zu einer Änderung der dortigen Waffengesetze.

## Kritik
- film-dienst: Der semidokumentarisch inszenierte Film nach einer wahren Verbrechensserie bietet keine Erklärungen, sondern eine Chronologie der Ereignisse, wobei er durch die verschleppte Inszenierung eine bedrohlich-beängstigende Atmosphäre erzeugt. Gut gespielt, verdichtet sich die multiperspektivisch erzählte Geschichte zur unfassbaren Tragödie.